# Distretto di Chennai
Il distretto di Chennai è un distretto del Tamil Nadu, in India, di 4 216 268 abitanti. Il suo capoluogo è Chennai, coestensiva del distretto che è di tipo urbano.